# Jysk

Logo

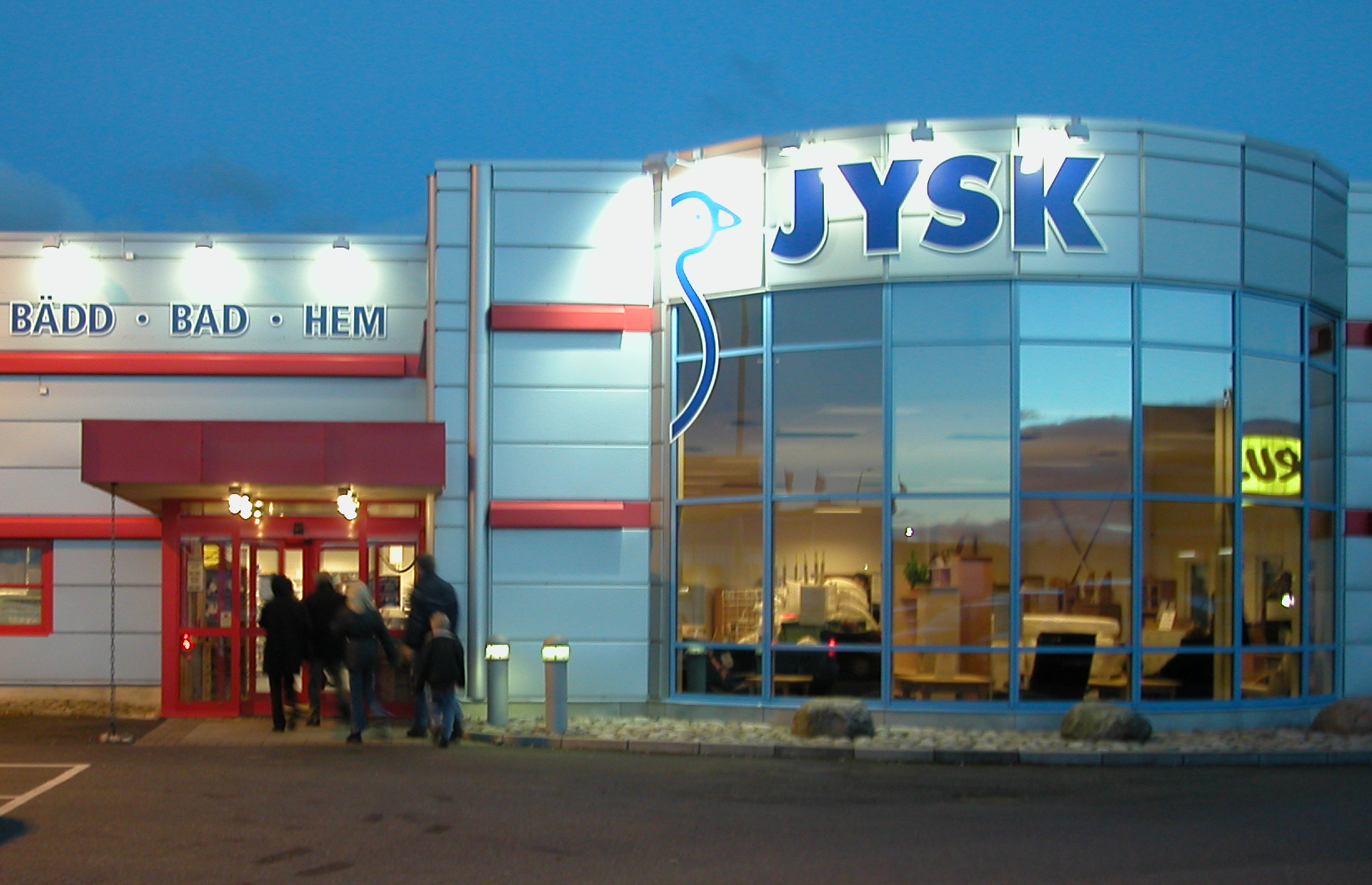
Jysk winkel in Zweden.

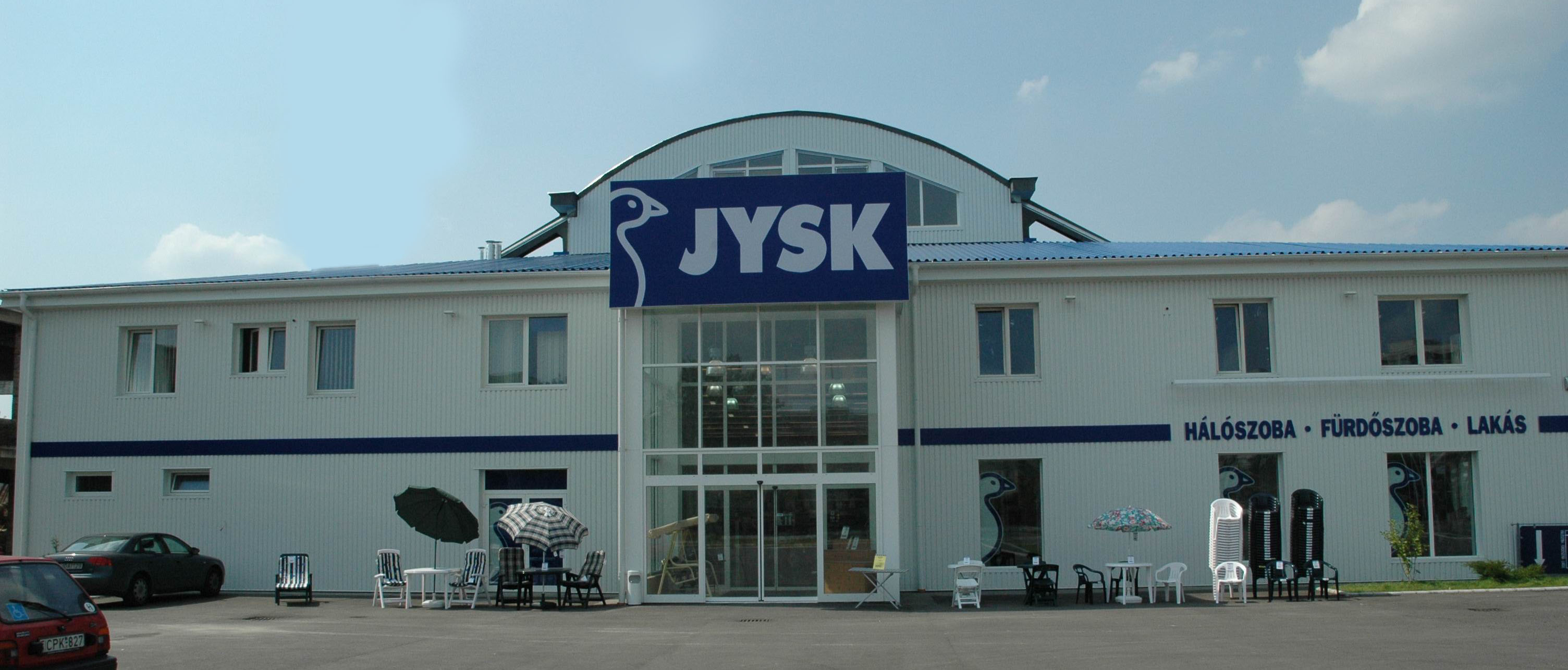
Jysk winkel in Hongarije.

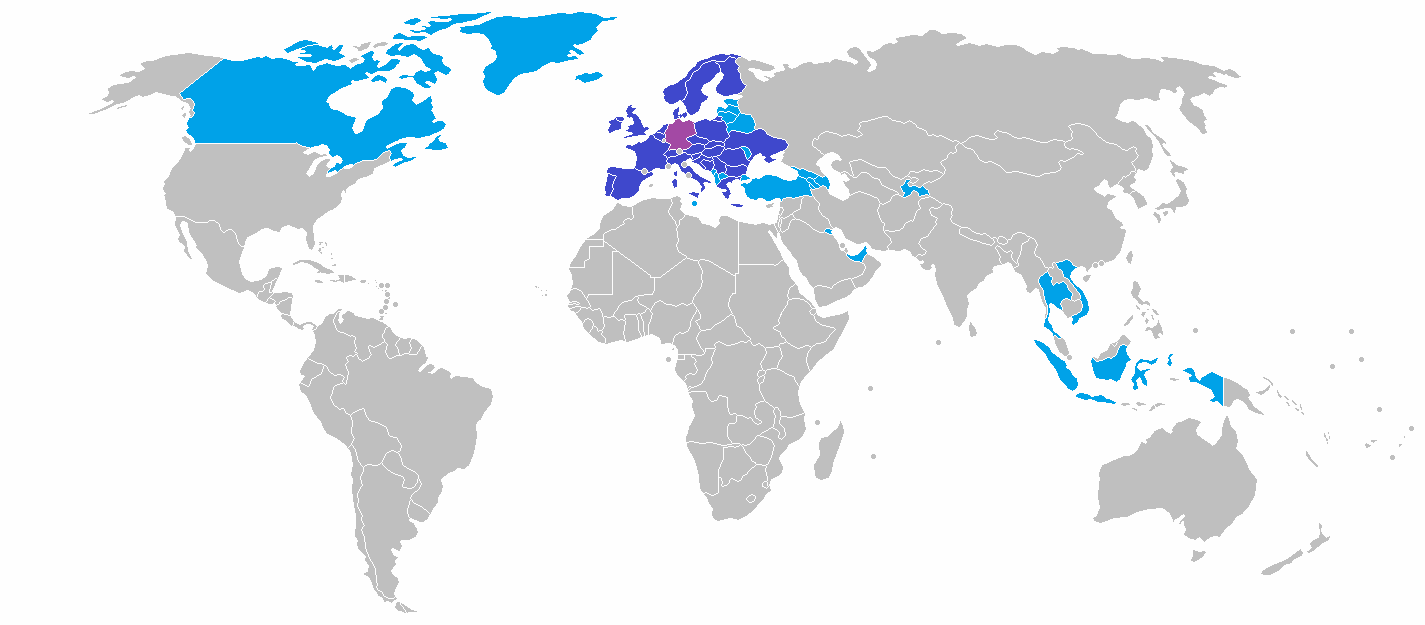
Landen met Jysk winkels.

Jysk is een Deense winkelketen, die huishoudelijke producten zoals matrassen, meubels en interieur verkoopt. Jysk is de grootste internationaal opererende Deense retailer, met ruim 3.500 Jysk-winkels in 48 landen. Jysk heeft in Nederland 104 winkels.
Jysk is opgericht door Lars Larsen, die in 1979 de eerste winkel opende op Silkeborgvej in de Deense stad Aarhus. De winkelketen is nog steeds eigendom van Lars Larsen, die een van de rijkste mensen van Denemarken is.
Het Jysk-concern bestaat uit twee ketens: Jysk Nordic en Dänisches Bettenlager (Deens beddenmagazijn). Dänisches Bettenlager is gevestigd in 6 landen (1131 winkels) en Jysk Nordic is gevestigd in de overige 30 landen (1065 winkels). In sommige landen werkt de keten op een franchise-basis. Jysk opent iedere week ergens op de wereld een nieuwe winkel. Bij de Jyskgroep werken meer dan 19.000 mensen en het concern is goed voor een jaaromzet van 2,5 miljard euro.
Jysk – dat in 2019 met Dänisches Bettenlager fuseerde – is onderdeel van de Lars Larsen Groep. Daarnaast zijn Actona, Bolia.com, Ilva, Scancom, Schou, Sengespecialisten en Interior Direct dochterbedrijven in de groep die zich met interieurproducten bezighouden.
Het woord Jysk betekent Jutlands in het Deens.

## Geschiedenis
- 1979: Op 2 april opent 's werelds eerste Jysk Sengetøjslager (zoals de naam toen nog luidde) in Aarhus, Denemarken, waar het tot op de dag van vandaag nog steeds opereert.
- 1984: Jysk Sengetøjslager opent de eerste winkel in het buitenland - Dänisches Bettenlager in Duitsland.
- 1986: Lars Larsen wordt partner van Himmerland Golf & Country Klub.
- 1989: Jysk Sengetøjslager hoofdsponsor van de Deense atletiekvereniging voor gehandicapten en blijft de hoofdsponsor. Later wordt Jysk ook de hoofdsponsor van verenigingen voor de gehandicaptensport in Noorwegen en Zweden. Jysk ondersteunt ook de gehandicaptensport in Canada, Litouwen, Letland, Estland, de Faeröer en IJsland.
- 1998: Lars Larsen viert zijn 50ste verjaardag en zijn bedrijf viert de opening van winkel nummer 500.
- 1999: JYSK krijgt het alleenrecht op de verkoop van Kronborgproducten.
- 2000: Lars Larsen wordt meerderheidsaandeelhouder van het meubelbedrijf www.bolia.com, dat nu ook showrooms heeft in Denemarken, Noorwegen, Zweden, Duitsland en China.
- 2001: De winkels in Denemarken, Zweden en Finland veranderen hun naam van Jysk Sengetøjslager, Jysk Bäddlager en Jysk Vuodevarasto in Jysk.
- 2001: Jysk ontvangt de "Gift to the Earth Award" van het Wereld Natuur Fonds voor zijn werk met TFT (The Forest Trust, voorheen Tropical Forest Trust), door Jysk medeopgericht in 1999.
- 2004: Jysk viert zijn 25ste verjaardag en Lars Larsen stuurt 2,4 miljoen exemplaren van zijn autobiografie naar alle Deense huishoudens.
- 2006: Jysk opent zijn eerste winkel in Nederland, in Arnhem.
- 2006: Lars Larsen krijgt een straat naar hem vernoemd, de Lars Larsen vej.
- 2007: Lars Larsen ontvangt de Koning Frederik IX's Honorary Award, die wordt uitgereikt door prins Henrik als erkenning voor Lars Larsens waardevolle bijdrage aan de Deense export.
- 2008: Jysk Nordic opent Noord-Europa's grootste magazijn in Uldum in Midden-Jutland. Het magazijn heeft nu een oppervlakte van 64.000 m².
- 2008: Jysk opent zijn eerste winkels in het Verenigd Koninkrijk. Mansfield en Lincoln geopend in april, daarna Blackburn en York in de zomer.
- 2009: Jysk viert zijn 30-jarig bestaan en maakt een interactief verhaal over de geschiedenis van het bedrijf openbaar.
- 2010: Jysk krijgt in Denemarken het predicaat Hofleverancier.
- 2010: Het personeelsblad GO JYSK wint diverse prijzen, zoals personeelsblad van het jaar 2010 in Denemarken en het op een na beste personeelsblad van Europa.
- 2011: Lars Larsen wordt uitgeroepen tot de nummer 304 van rijkste persoon in de wereld door het Amerikaanse zakenblad Forbes, dat zijn vermogen schat op $ 3,6 miljard.
- 2017 Jysk opent de eerste 2 winkels in België.

## Landen
| Land                  | Geopend | Winkels (2014) | Ketennaam/soort       |
| --------------------- | ------- | -------------- | --------------------- |
| Denemarken            | 1979    | 97             | Jysk Nordic           |
| Duitsland             | 1984    | 905            | Dänisches Bettenlager |
| Groenland             | 1984    | 6              | franchise             |
| Faeröer               | 1986    | 1              | franchise             |
| IJsland               | 1987    | 5              | franchise             |
| Noorwegen             | 1988    | 80             | Jysk Nordic           |
| Zweden                | 1991    | 134            | Jysk Nordic           |
| Finland               | 1995    | 68             | Jysk Nordic           |
| Canada                | 1996    | 54             | franchise             |
| Letland               | 1996    | 19             | franchise             |
| Polen                 | 2000    | 169            | Jysk Nordic           |
| Oostenrijk            | 2000    | 83             | Dänisches Bettenlager |
| Litouwen              | 2001    | 10             | franchise             |
| Estland               | 2002    | 8              | franchise             |
| Tsjechië              | 2003    | 69             | Jysk Nordic           |
| Oekraïne              | 2004    | 24             | franchise             |
| Kosovo                | 2004    | 4              | franchise             |
| Hongarije             | 2005    | 71             | Jysk Nordic           |
| Bulgarije             | 2005    | 4              | Jysk Nordic           |
| Zwitserland           | 2006    | 45             | Dänisches Bettenlager |
| Nederland             | 2006    | 79             | Jysk Nordic           |
| Slowakije             | 2006    | 35             | Jysk Nordic           |
| Kazachstan            | 2006    | 1              | franchise             |
| Roemenië              | 2007    | 16             | Jysk Nordic           |
| Frankrijk             | 2007    | 26             | Dänisches Bettenlager |
| Noord-Macedonië       | 2008    | 1              | franchise             |
| Verenigd Koninkrijk   | 2008    | 12             | Jysk Nordic           |
| Slovenië              | 2008    | 19             | Jysk Nordic           |
| Kroatië               | 2009    | 37             | Jysk Nordic           |
| Italië                | 2009    | 36             | Dänisches Bettenlager |
| Spanje                | 2009    | 36             | Dänisches Bettenlager |
| Bosnië en Herzegovina | 2010    | 12             | Jysk Nordic           |
| China                 | 2010    | 9              | Jysk Nordic           |
| Servië                | 2011    | 23             | Jysk Nordic           |
| Armenië               | 2013    | 1              | Jysk Nordic           |
| Indonesië             | 2014    | 1              | Jysk Nordic           |
| Wit-Rusland           | 2016    | 4              | Jysk Nordic           |
| België                | 2017    | 69             | Jysk Nordic           |